# Hermes Trismegist
Hermes Trismegist (Hermes Trismegistus, Ἑρμῆς i Ἑρμῆς Τρισμέγιστος, 'tres cops gran') va ser un filòsof neoplatònic grec, autor de moltes obres, algunes de les quals es conserven en grec o en traducció llatina. Comparava les religions grega i egípcia: el déu Hermes s'identificava amb l'egipci Thoth, i aquesta barreja es va accentuar durant l'expansió del cristianisme.

## Història
Hermes Trismegist és esmentat primordialment en la literatura ocultista com un savi alquimista i va desenvolupar un sistema de creences metafísiques que avui és conegut com a hermètica. Per a alguns pensadors medievals, Hermes Trimegistus va ser un profeta pagà que va anunciar l'adveniment del cristianisme. Se li han atribuït estudis d'alquímia com la Taula de Maragda, que va ser traduïda del llatí a l'anglès per Isaac Newton, i de filosofia, com el Corpus Hermeticum. A causa de la manca de proves de la seva existència, el personatge històric s'ha anat construint fictíciament des de l'edat mitjana fins a l'actualitat, sobretot a partir del ressorgiment de l'esoterisme.

## La tradició islàmica
Antoine Faivre ha dit que Hermes Trismegist té un lloc en la tradició islàmica, encara que el nom d'Hermes no apareix en l'Alcorà. Hagiògrafs i cronistes dels primers segles de l'hègira islàmica van identificar Hermes Trismegist amb Idris, el Nabi de les sures 19, 57, 21, 85, i també l'identifiquen amb Henoc.
Segons Antoine Faivre, es diu Hermes Trismegist perquè va ser triple: el primer, comparable a Thoth, era un "heroi civilitzador", un iniciador als misteris de la ciència divina i la saviesa que anima el món, que va gravar els principis d'aquesta ciència sagrada en jeroglífics. El segon Hermes, el de Babilònia, va ser l'iniciador de Pitàgores. El tercer Hermes va ser el primer mestre de l'alquímia. "Un profeta sense cara", escriu l'islamista Pierre Lory, "Hermes no té característiques concretes, o diferents de la majoria de les grans figures de la Bíblia i l'Alcorà."

## Obra
Se li atribueixen milers d'obres (Iàmblic en diu vint mil i Manetó més de 36.000). Es conserven alguns llibres de naturalesa filosòfica, astrològica i religiosa. Probablement, el gran nombre d'obres esmentades (encara que menys de vint mil) foren obra no del mateix Hermes sinó d'autors neoplatònics. Les obres principals són:
- 1.	Λόγος, τέλειος, probablement la més antiga

- 2.	Ὅροι Ἀσκληπιον πρὸς Ἄμμωνα βασιλέαç

- 3.	Ἑρμον τοῦ τρισμεγίστου Ποιμάνδρης,

- 4.	Ἰατρομαθηματικὰ ? περὶ κατακλίσεως νοσούντων προδνωστικὰ ἐκ τῶς μαθηματικῆς ἐπιστήμης πρὸς Ἄμμωνα Αἰγύπτιον

- 5.	De Revolutionibus Nativitatum

- 6.	Aphorismi sive Centum Sententiae Astrologicae, o Centiloquium,

- 7.	Liber Physico-Medicus Kiranidum Kiram, id est, regis Persarum vere aureus gemmeusque,

- 8.	Tractatus vere Aureus de Lapidis Philosophici Decreto

- 9. Tabula Smaragdina

- 10. Περὶ βοτανῶν χυλώσεως (fragment)

- 11. Περὶ σεισμῶν (sobre terratrèmols)